# Крайні точки Люксембургу
Це список крайніх географічних точок Люксембургу

## Координати
- Північ: 50°10′58.3″ пн. ш. 6°1′28.72″ сх. д. / 50.182861° пн. ш. 6.0246444° сх. д.
комуна Труав'єрж, на кордоні з Бельгією,
- Південь: 49°26′53″ пн. ш. 6°1′40″ сх. д. / 49.44806° пн. ш. 6.02778° сх. д.
Рюмеланж, на кордоні з Францією,
- Захід: 49°53′49.4″ пн. ш. 5°44′08.3″ сх. д. / 49.897056° пн. ш. 5.735639° сх. д.
комуна Булед, на кордоні з Бельгією,
- Схід: 49°48′15.0″ пн. ш. 6°31′50.0″ сх. д. / 49.804167° пн. ш. 6.530556° сх. д.
берег Зауеру, комуна Роспор, на кордоні з Німеччиною,

## Відносно рівня моря
- Найвища: пагорб Кнайфф, (560 м), 50°9′26.34″ пн. ш. 6°2′13″ сх. д. / 50.1573167° пн. ш. 6.03694° сх. д.
- Найнижча: впадіння Зауеру в Мозель, (129.9 м), 49°42′46.8″ пн. ш. 6°30′23.4″ сх. д. / 49.713000° пн. ш. 6.506500° сх. д.